# Mus triton
Mus triton је врста глодара из породице мишева (лат. Muridae). 

## Распрострањење
Врста има станиште у Анголи, Бурундију, ДР Конгу, Замбији, Кенији, Малавију, Мозамбику, Руанди, Судану, Танзанији и Уганди.

## Станиште
Врста Mus triton има станиште на копну.
Врста је по висини распрострањена до 3.000 m надморске висине. 

## Угроженост
Ова врста није угрожена, и наведена је као последња брига јер има широко распрострањење.

### Популациони тренд
Популација ове врсте је стабилна, судећи по доступним подацима.